# Гелеуцаш
Гелеуцаш (рум. Gălăuțaș) — село у повіті Харгіта в Румунії. Адміністративний центр комуни Гелеуцаш.
Село розташоване на відстані 280 км на північ від Бухареста, 67 км на північний захід від М'єркуря-Чука, 138 км на схід від Клуж-Напоки, 140 км на північ від Брашова.

## Населення
За даними перепису населення 2002 року у селі проживали 1939 осіб.
Національний склад населення села:
| Національність | Кількість осіб | Відсоток |
| -------------- | -------------- | -------- |
| румуни         | 1324           | 68,3%    |
| угорці         | 545            | 28,1%    |
| цигани         | 65             | 3,4%     |
| німці          | 5              | 0,3%     |

Рідною мовою назвали:
| Мова      | Кількість осіб | Відсоток |
| --------- | -------------- | -------- |
| румунська | 1370           | 70,7%    |
| угорська  | 561            | 28,9%    |
| циганська | 7              | 0,4%     |